# Rogliano (Haute-Corse)
Rogliano település Franciaországban, Haute-Corse megyében. Lakosainak száma 540 fő (2022. január 1.). Rogliano Ersa, Centuri, Meria, Morsiglia és Tomino községekkel határos.

## Népesség
A település népessége az elmúlt években az alábbi módon változott:
| Lakosok száma | 535  | 508  | 480  | 529  | 567  | 573  | 563  | 538  | 538  | 540  |
|               | 1968 | 1982 | 1990 | 2006 | 2013 | 2015 | 2017 | 2019 | 2020 | 2022 |